# Mary Watson Whitney
María Watson Whitney (Waltham, 11 de septiembre de 1847-Ibidem, 20 de enero de 1921) fue una astrónoma estadounidense. Durante 22 años se desempeñó como directora del Observatorio Vassar College, donde 102 artículos científicos fueron publicados bajo su dirección.

## Primeros años y educación
Whitney nació en Waltham, Massachusetts en 1847. Su madre fue María Watson Crehore y su padre Samuel Buttrick Whitney. Su padre tuvo mucho éxito en el sector inmobiliario y tenía una situación económica holgada, lo que le permitió proporcionar a su hija una buena educación para una mujer en aquel momento. Whitney fue a la escuela en Waltham donde se destacó en matemáticas y se graduó de la escuela secundaria pública en 1863. Fue clases particulares durante un año antes de entrar en la Universidad de Vassar en 1865, donde conoció a la astrónoma Maria Mitchell. Durante su estadía en la Universidad de Vassar, su padre murió y su hermano se perdió en el mar. Obtuvo su título en solo tres años y con honores.
Entre 1869 y 1870 tomó algunos cursos sobre cuaterniones y mecánica celeste dictados por Benjamin Peirce (Universidad de Harvard). En ese momento, las mujeres no podían ser admitidas en la Universidad de Harvard por lo que asistió como invitada. Obtuvo su maestría en Vassar en 1872, después se trasladó a la Universidad de Zúrich durante 3 años, donde estudió matemáticas y mecánica celeste.

## Carrera profesional
Al regresar a los Estados Unidos trabajó como profesora en el colegio secundario de su ciudad hasta que se convirtió en asistente de Maria Mitchell en Vassar. En 1888, cuando Mitchell se jubiló, accedió a un cargo de profesora y a la dirección del observatorio hasta su retiro en 1915 por razones de salud.
Durante su carrera se dedicó a enseñar e investigar temas relacionados con estrellas dobles, estrellas variables, asteroides, cometas, y mediciones a partir de placas fotográficas. Bajo su dirección se publicaron 102 artículos científicos en el Observatorio de Vassar. En 1889 su madre y su hermana se enfermaron y Whitney las trasladó al Observatorio donde podía cuidarlas y continuar con su trabajo, a partir de entonces de tiempo parcial. Cuando fallecieron, dos años después, retomó su trabajo a dedicación completa.  Whitney fue miembro de la Asociación Estadounidense para el Avance de la Ciencia y de la Sociedad Astronómica y Astrofísica.

## Fallecimiento
Mary Whitney murió en Waltham el 20 de enero de 1921 de neumonía.